# Барчани
Барчани —  селище в Україні, у Харківському районі Харківської області. Населення становить 478 осіб. З 2020 року у складі Люботинської міської громади.

## Населення

### Мова
Розподіл населення за рідною мовою за даними перепису 2001 року:
| Мова       | Кількість | Відсоток |
| ---------- | --------- | -------- |
| українська | 430       | 89.96%   |
| російська  | 47        | 9.83%    |
| білоруська | 1         | 0.21%    |
| Усього     | 478       | 100%     |

## Географія
Селище Барчани знаходиться біля витоків річок Уди та Мерефи. За 1,5 км розташовані селища Санжари, Коваленки та місто Люботин. Поруч проходять автомобільна дорога М03 (E40)) та залізниця, станція Люботин-Західний.

## Історія
- 1750 рік - дата заснування як села Барчани.
- 1967 рік - змінено статус на селище Барчани.